# Centro Nacional de Investigación de Epidemiología y Microbiología Gamaleya
El Centro Nacional de Investigación de Epidemiología y Microbiología Gamaleya (en ruso: Национальный исследовательский центр эпидемиологии и микробиологии имени почётного академика Н. Ф. Гамалеи Natsional’nyy isslyedovatyel’skiy tsentr epidyemiologii i mikrobiologii imyeni pochetnogo akadyemika N. F. Gamalyei) es un centro público de investigación médica ruso. Su sede se encuentra en Moscú y colabora con el Ministerio de Salud de la Federación Rusa. El instituto fue fundado en 1891 y lleva su nombre por el científico ruso Nikolái Gamaleya, pionero en microbiología e investigación de vacunas en Rusia. El instituto ha desarrollado una vacuna contra la COVID-19, la Gam-COVID-Vac  comercializada con el nombre de Sputnik V.

## Historia
Fue fundado en 1891 como un gabinete privado químico-microscópico y bacteriológico, y más tarde transformado en un instituto bacteriológico químico privado de F. M. Blumenthal. El Instituto fue nacionalizado en 1919.
Desde 1997 el Centro Gamaleya ha sido dirigido por Alexander Gíntsburg, miembro de la Academia Rusa de Ciencias.
El Centro Nacional Gamaleya  tiene una muy amplia información abierta en su página Web   en ruso e  inglés. Forman su personal 8 miembros de la Academia de Ciencias, 37 profesores y 46 doctores., además de más de 500 científicos y otros empleados. El centro tiene entre sus organismos el Instituto de Virología , uno de los centros de investigación más grandes del mundo y trabaja en educación y estudios de postgrado en el área de microbiología médica, epidemiología, virología, biotecnología e inmunología en la formación y perfeccionamiento médicos, incluidos bacteriólogos y los virólogos.

## Investigaciones

### Ébola
En mayo de 2017, el instituto anunció que entregaría mil dosis de una vacuna producida de forma independiente, GamEvac-Combi, a Guinea para la prueba del ébola. Según un informe de Xinhua, hasta la fecha es la única vacuna contra el ébola oficialmente autorizada y aprobada para uso clínico.

### Vacuna contra la COVID-19
En mayo de 2020, el instituto anunció que había desarrollado la vacuna contra la COVID-19,  según el director de investigación Alexander Ginzburg.
El proyecto fue financiado por el Fondo Nacional de Propiedad de Rusia. La fase I de los ensayos de Sputnik V se completó el 18 de junio de 2020 y la fase II se completó con éxito en julio de 2020. Los ensayos en humanos habían comenzado el 18 de junio, con nueve voluntarios con la vacuna principal y nueve probando la versión de dosis de refuerzo. A mediados de julio, el director del instituto, Alexander Ginsburg, dijo: "Entre el 14 y el 15 de agosto, espero, la pequeña cantidad de vacunas que deberíamos poder producir entre en circulación pública".
El 11 de agosto de 2020, el presidente Vladímir Putin declaró que el instituto logró desarrollar la primera vacuna contra la COVID-19 del mundo, denominada Gam-COVID-Vac. El ministro de salud ruso Mijaíl Murashko confirmó los informes de que los ensayos clínicos de COVID-19 se completaron con éxito a partir del 1 de agosto de 2020. La vice primera ministra rusa Tatiana Gólikova insistió en que el certificado estatal condicional está previsto para agosto de 2020. El Ministerio de Salud de Rusia confirmó que el Instituto de Investigación de Epidemiología y Microbiología Gamaleya registraría la vacuna antes del 12 de agosto de 2020.
Sin embargo, los científicos expertos en vacunas han cuestionado el procedimiento tachándolo de opaco y poco confiable. En el momento del registro, no había evidencia de seguridad, dosis efectiva, biomarcadores de una respuesta inmune o eficacia contra la infección por COVID-19. Al 8 de agosto de 2020 aún no se había publicado ningún informe científico de confianza sobre Gam-COVID-Vac.
El 4 de septiembre, se publicaron los datos de 76 participantes en el ensayo de fase I-II, lo que indica evidencia preliminar de seguridad y una respuesta inmune. Sin embargo, los resultados fueron cuestionados por 27 científicos expertos en vacunas por ser incompletos y poco confiables, ya que se publicaron datos idénticos para muchos de los participantes del ensayo, un patrón improbable en un estudio aleatorio.
Tras concluir satisfactoriamente los estudios clínicos en mayores de 60 años y ser aprobados por el Ministerio de Salud de la Federación Rusa, el 27 de diciembre de 2020 el presidente Vladímir Putin aceptó vacunarse con Sputnik V.
El 2 de febrero de 2021, se publicó un análisis provisional del ensayo en The Lancet, que indica una eficacia del 91,6% sin efectos secundarios adversos.
La distribución de la vacuna comenzó en diciembre de 2020 en varios países, incluidos Rusia, Argentina, Bielorrusia, Hungría, Serbia y los Emiratos Árabes Unidos. En febrero de 2021, veinte países solicitaron dosis de Sputnik V para su distribución inmediata.

La Agencia Europea del Medicamento (EMA) comunicó a primeros de marzo de 2021 que había iniciado el proceso de análisis y evaluación de la vacuna.

### Otras vacunas
El instituto Gamaleya también ha desarrollado vacunas para el MERS y contra la gripe. Ninguna de las anteriormente mencionadas ha mostrado efectividad y no se han publicado resultados en ninguna de las revistas especializadas y afamadas; tampoco la OMS ha recibido documentación al respecto.